# Peter Friedrich (Architekt)
Peter Friedrich (* 28. Juni 1902 in Orosháza, Ungarn, Transleithanien; † 30. Juli 1987 in Berlin) war ein deutscher Architekt und Mathematiker. Sein Schwerpunkt lag auf der Berliner Verkehrsplanung in der Nachkriegszeit.

## Leben und Wirken
Nach dem Besuch des Gymnasiums in Szeged von 1913 bis 1919 absolvierte Peter Friedrich von 1919 bis 1920 ein Praktikum als Maurer und Tischler. Daran schloss er von 1920 bis 1923 ein Architekturstudium an der Hochschule für Kunstgewerbe in Budapest an. Von 1923 (nach anderen Angaben 1924) bis 1926 war er im Atelier von Hans Poelzig Meisterschüler der Preußischen Akademie der Künste zu Berlin. Im letzten Jahr besuchte er Vorlesungen und Übungen zum Städtebau, zu Statikberechnungen und zu Stahlbauverfahren an der Technischen Hochschule in Berlin-Charlottenburg.
In die Jahre 1926 bis 1928 fielen eine Studienreise nach Rotterdam zu J. J. P. Oud, die Bekanntschaft mit Konrad Wachsmann, die Beschäftigung mit der technischen Umsetzung von Kleinwohnungsbau und verschiedene Anstellungen bei Baufirmen. Von 1929 bis 1930 arbeitete Friedrich im Büro Poelzig sowie im Mitarbeiterstab von Martin Wagner beim Magistrat von Groß-Berlin. Am gemeinsamen Projekt von Poelzig und Wagner, den Ausstellungshallen am Kaiserdamm, war Friedrich beteiligt. Des Weiteren entwarf er in dieser Zeit vorfabrizierbare Wohnhäuser. Diese sollten für die 1932 geplante, jedoch nicht verwirklichte Bau-Ausstellung in Köln, auf Empfehlung von Ludwig Hilberseimer und Ludwig Mies van der Rohe und mit Zustimmung von Theodor Heuss, ausgeführt werden.
Als selbstständiger Architekt in den 1930er Jahren fertigte er Entwürfe für Siedlungsprojekte im Auftrag von Siedlungs- und Baugesellschaften an. Seine theoretische Beschäftigung mit der Verkehrsplanung ist durch Typoskripte wie Zur Frage der Linienführung und zur Frage der Besiedlungsformen (1933) und Gestaltung des Fahrstraßennetzes nach den Gesichtspunkten der Wirtschaftlichkeit (1937) dokumentiert. Aus seinen Mathematikkenntnissen resultierten Ausarbeitungen exakter stadtplanerischer Methoden bezüglich Siedlungsstrukturen und Verkehrsoptimierung auf der Grundlage der Vektorfelder. Praktische Anschauung erfuhr er durch Studienreisen nach Frankreich, Italien und in die Schweiz.
1940 stand er in Diensten des Reichsbauamtes. Nach seinen Entwürfen wurden für die Reichsfinanzverwaltung die (damaligen) Finanzämter Berlin-Wedding und Berlin-Gesundbrunnen gebaut. Im Zeitraum 1941 bis 1944 war er an Quartierplanungen für Baugesellschaften beteiligt, ferner konzeptionierte er an der Deutschen Akademie für Wohnungswesen in Berlin-Buch Siedlungen bestehend aus massenhaft vorfabrizierten Betonhäusern. Er übte eine Lehrtätigkeit an der privaten Schule „Kunst und Werk“ in Berlin-Schöneberg unter Hugo Häring aus, der von Friedrichs „Ordnungsprinzip“ begeistert war. Friedrich selbst war zwecks Vervollkommnung in den Fächern des konstruktiven Hochbaues (Festigkeitslehre, Höhere Mathematik, Schalentheorie, Baustatik) Gasthörer an der Technischen Hochschule Berlin.
Nach Kriegsende war Peter Friedrich bis 1950 unter Stadtbaurat Hans Scharoun im Hauptamt für Stadtplanung beim Magistrat von Groß-Berlin tätig. Seine wichtigste Aufgabe lag im Rahmen des aus mehreren Architekten gebildeten „Planungskollektivs für Wiederaufbau“ in der Verkehrsplanung, wobei er neben der Verkehrsplanung im engeren Sinne auf der Basis der Lagebeziehungen den gesamten Stadtgrundriss ordnete und ein Neubauprogramm für Berlin aufstellte. Dies beinhaltete, dass an die Stelle der geschichtsträchtigen Stadtgrundrisse ein Rechtecksystem aus Schnellstraßen, die durch eine grüne Stadtlandschaft führen, treten sollte. Die ineinander greifenden bisherigen Wohnareale sollten zu Gunsten von kleinen, klar abgegrenzten Wohngebieten aufgelöst werden. Das im Sommer 1946 vorgelegte erste Konzept der Architekten-Gruppe (Kollektivplan) kam einer „vollständigen Reorganisation Berlins nach den Grundsätzen einer aufgelockerten, funktional gegliederten Stadtlandschaft“ gleich. Es war, über die offensichtliche Missachtung des kulturellen und materiellen Wertes der erhaltenen baulichen wie infrastrukturellen Substanz hinaus, „Ausdruck einer gesellschaftspolitischen und planerischen Naivität bei der Einschätzung der tatsächlichen Probleme Berlins“. Da die Stadt zunehmend auf eine Teilung zusteuerte, zerschlugen sich die Pläne, selbst im Ostteil, wo die SED die Pläne guthieß, kam es Ende der 1940er Jahre zu einem Kurswechsel.
Scharoun leitete im Herbst 1947 die Bildung eines Instituts für Bauwesen an der Deutschen Akademie der Wissenschaften zu Berlin in die Wege, setzte sich als dessen Direktor ein und nahm seinen Mitarbeiter Friedrich mit, um ihm den Posten des Abteilungsleiters „Verkehrsplanung“ zuzuteilen. Im Frühjahr 1950 waren Scharoun und Friedrich Jurymitglieder im Wettbewerb für ein Thälmann-Denkmal auf dem Thälmannplatz in Berlin-Mitte. Auch hier war die Teilung der Stadt ein Grund für die Nicht-Umsetzung des mit 20.000,- DM  prämierten Entwurfs von Ruthild Hahne.
Von 1951 bis 1953 setzte Friedrich seine Forschungen zu den „Mathematischen Grundlagen der Stadtplanung“ am Institut für Mathematik der Akademie der Wissenschaften fort. 1957 nahm er an der Bauausstellung Interbau (IBA 57) in Berlin teil und kurz darauf zusammen mit Elfriede J. Lehning am vom Westberliner Senat ausgeschriebenen „Internationalen städtebaulichen Ideenwettbewerb Hauptstadt Berlin“.
Ab 1959 war er Mitarbeiter des Stadtplanungsamtes Mainz. Zwischen 1964 und 1968 erfüllte er Forschungsaufträge des Verkehrsministeriums der Bundesrepublik Deutschland. Das 1989 erschienene Buch Drei Phasen der Gestaltbildung: erschaut – abgeleitet – konkretisiert basiert auf Niederschriften und Dokumenten, die Friedrich noch vor seinem Tod am 30. Juli 1987 zur Veröffentlichung als Anleitung, zumindest Veranschaulichung, für eine interdisziplinäre Gestaltungstheorie vorbereitet hatte.

## Schriften (Auswahl)
- Lagebeziehungen und Verkehrsnetzgestaltung des neuen Berlin. In: Der Bauhelfer, Heft 11/1946, S. 8–14.
- Die Variationsrechnung als Planungsverfahren der Stadt- und Landesplanung (= Veröffentlichungen der Akademie für Raumforschung und Landesplanung; Band 32). Walter Dorn Verlag, Bremen-Horn 1956.
- Drei Phasen der Gestaltbildung: erschaut – abgeleitet – konkretisiert. Herausgegeben von Elfriede J. Lehning. E. J. Lehning, Berlin-Wilmersdorf 1989.